# Máximo de Hispania

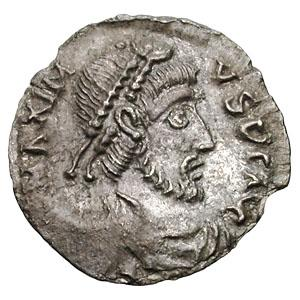
Siliqua con el rostro de Máximo de Hispania.

Máximo (en latín, Maximus), fue un usurpador del Imperio romano (409 - 411) en Hispania. Había sido nombrado para el cargo por el general Geroncio, quien pudo haber sido su padre. Fue ejecutado en 422.

## Biografía
Máximo fue instalado en el trono de Hispania por el general de la provincia, Geroncio. Esto sucedió cuando el usurpador Constantino III ordenó al general renunciar a su mando en Hispania, a lo que este se rebeló dándole el poder a Máximo.
Mientras ocupó el poder, Máximo se vio envuelto en una guerra civil contra los otros dos emperadores, Constantino y Honorio. En sus primeros 18 meses de reinado las fuerzas del general vencieron, pero no destruyeron, a las de Constantino. Viendo las pérdidas en los ejércitos de los dos usurpadores, Honorio envió a su propio general, Constancio III, con un ejército para atacarlos a ambos, con el cual Constancio consiguió bastantes éxitos.
Tras la muerte de Geroncio en 411, vencido en Arlés por Constancio, Máximo renunció a sus derechos e ingresó en un monasterio.
Se nombra a otro Máximo como pretendiente al trono en Hispania, ya en 419-421; es posible que se trate de la misma persona.
Fijó su capital en Tarraco; en 411 firmó un foedus con suevos, vándalos y alanos. En 412, Constancio lo obligó a exiliarse entre los bárbaros. Fue capturado previsiblemente por el comes Hispanorum Asterio en 420 y ejecutado en 422. Por esta victoria, Asterio fue recompensado con el patriciado.